# Zimna Woda (Basses-Carpates)
Pour les articles homonymes, voir Zimna Woda.
Zimna Woda est une localité polonaise de la gmina et du powiat de Jasło en voïvodie des Basses-Carpates.